# Iovkovo, Dobrici
Iovkovo (în bulgară Йовково, în română Ciufut-Cuius) este un sat în comuna Gheneral-Toșevo, regiunea Dobrici, Dobrogea de Sud, Bulgaria. 
Între anii 1913-1940 a făcut parte din plasa Casim a județului Caliacra, România. Majoritatea locuitorilor erau tătari.

## Demografie
Componența etnică a satului Iovkovo
     Turci (80,13%)
     Bulgari (6,84%)
     Nicio identificare (13,01%)
     Altele (0%)
La recensământul din 2011, populația satului Iovkovo era de 292 locuitori. Din punct de vedere etnic, majoritatea locuitorilor (80,13%) erau turci, cu o minoritate de bulgari (6,84%). Pentru 13,01% din locuitori nu este cunoscută apartenența etnică.